# Liebe macht dumm
Liebe macht dumm ist ein Lied der deutschen Band Lucilectric aus dem Jahr 1996.

## Entstehung und Veröffentlichung
Geschrieben wurde das Lied gemeinsam von den beiden Lucilectric-Mitgliedern Ralf Goldkind und Luci van Org, zusammen mit Annette Humpe. Letztere zeichnete zudem mit Andreas Herbig für die Produktion verantwortlich.
Die Erstveröffentlichung von Liebe macht dumm erfolgte im Jahr 1996 bei Sing Sing Records. Es erschien als CD-Maxi-Single mit vier verschiedenen Versionen des Liedes (Katalognummer: 74321 35565 2). Am 12. August 1996 erschien das Lied als Teil von Lucilectrics zweiten Studioalbum Süß und gemein (Katalognummer: 74321 35666 2), dessen zweite Singleauskopplung es ist.

## Inhalt
„Liebe macht dumm.

Im Kopf völlig zu, senkt den IQ.

Liebe macht dumm.

Jeder Rat zu spät, einfach nur blöd.

Liebe macht dumm.“

## Musikvideo
Das unter der Regie von Doro entstandene Musikvideo zeigt die beiden Lucilectric-Mitglieder Ralf Goldkind und Luci van Org auf und in einem großen roten Herz, das von innen bewohnbar ist. Zudem wird die Interpretin gezeigt, wie sie durch ein Fernglas auf den Mond schaut.

## Chartplatzierungen
| ChartsChartplatzierungen | Höchstplatzierung | Wochen |
| ------------------------ | ----------------- | ------ |
| Deutschland (GfK)        | 89 (4 Wo.)        | 4      |
| Österreich (Ö3)          | 20 (8 Wo.)        | 8      |